# Processa vossi
Processa vossi är en kräftdjursart som beskrevs av Manning 1992. Processa vossi ingår i släktet Processa och familjen Processidae. Inga underarter finns listade i Catalogue of Life.